# The Classic Crime
The Classic Crime — американская рок-группа из Сиэтла, штат Вашингтон, образованная в 2004 году.

## История
Их дебютный альбом Albatross был выпущен 23 мая 2006 года. В настоящее время у группы около 10 миллионов прослушиваний на Myspace. У Albatross были самые высокие дебютные продажи в истории Tooth & Nail Records: более 4000 продаж за первую неделю после выпуска. Второй полноформатный альбом группы The Silver Cord был выпущен 22 июля 2008 года. Они также выпустили EP Acoustic Seattle Sessions. Они закончили свой третий альбом Vagabonds, выпущенный 6 апреля 2010 года.
Группа гастролировала с A Change Of Pace, A Static Lullaby, Quietdrive, I Am Ghost, Relient K, So They Say, Just Surrender, Powerspace, Mest, Allister, Aiden и Scary Kids Scaring Kids. Они также гастролировали с другими группами Tooth & Nail Anberlin, Emery, MxPx, Project 86, The Fold и Run Kid Run. Группа участвовала в Warped Tour в 2006 и 2008 годах. The Classic Crime также отправились в тур ATTICUS в качестве хедлайнеров с A Change of Pace, Lower Definition, Tyler Read, Jet Lag Gemini и Artist vs Poet. В 2009 году они гастролировали с Relient K и Owl City.
С июля 2011 года они больше не были подписаны на Tooth & Nail Records. С помощью проекта по сбору средств на Kickstarter группа выпустила альбом Phoenix 14 августа 2012 года.
8 ноября 2011 года Джастин сообщил, что покидает группу после концерта 16 декабря в Showbox Sodo в Сиэтле, штат Вашингтон. Далее он сказал, что покидает группу в хороших отношениях, чтобы продолжить карьеру в области здравоохранения и уделять больше времени отцовству.
Мэтт Макдональд вместе со своей женой Кристи создал побочный проект под названием Vocal Few. Они написали EP, чтобы собрать деньги для своей дочери Прайз, которая родилась 12 декабря 2011 года.
В декабре 2012 года The Classic Crime стали второй группой, которая стала публичной на The New York Rock Exchange.

## Христианство
Некоторые фанаты предположили, что Classic Crime — христианская группа из-за того, что они подписали контракт с Tooth & Nail Records. Путаницу усугубляет и то, что во многих музыкальных магазинах и онлайн-продажах The Classic Crime указывается как христианская группа по той же причине. Это верно для iTunes Store. Кроме того, все четыре полноформатных альбома Classic Crime попали в чарты лучших христианских альбомов Billboard Music. Однако Classic Crime не называют себя «христианской» группой. Как пишет Мэтт на форуме TCC: «Мы верим, что вера — это личное, и её может придерживаться только отдельный человек. Назвать группу „христианской“ означало бы предположить, что у группы есть коллективная душа или, по крайней мере, отдельные души, связанные друг с другом в твёрдой коллективной вере. Не все в нашей группе твёрдо убеждены в своей вере, и мы это уважаем».

## Дискография
- Albatross (2006)
- The Silver Cord (2008)
- Vagabonds (2010)
- Phoenix (2012)
- What Was Done, Vol. 1: A Decade Revisited	(2014)
- How to Be Human (2017)
- Patterns in the Static (2020)